# Tura Soler i Pagès
Tura Soler i Pagès (Santa Pau, 1963) és una periodista catalana especialitzada en successos.
Es va llicenciar en Ciències de la informació a la Universitat Autònoma de Barcelona. Des de 1986 treballa al diari El Punt Avui, on s'ha especialitzat en crònica de successos a Catalunya i és cap d'investigació. Destaquen els seus treballs sobre el cas del segrest de Maria Àngels Feliu i sobre Joan Vila, l'assassí del geriàtric d'Olot. Ha publicat diversos llibres i ha guanyat premis com el Carles Rahola de periodisme. També col·labora amb el programa Crims, de Carles Porta, i als anys 1980 també va col·laborar a El País.
Tura Soler, al seu torn, s'ha convertit en un personatge de ficció en diverses novel·les negres, on fa el paper de periodista d'investigació. Apareix a obres com Ginesta pels morts, d'Agustí Vehí; En el umbral de la muerte, d'Eduard Pascual; L'estranya desaparició de Laura, de Josep Torrent, o Plagues i volcans, de Miquel Casas.

## Obra
- Estampes del segrest d'Olot (El Punt, 1995) (amb Susana Alsina Coll i Fidel Bales Juanola) ISBN 9788460524410
- El volcà a la taula: els fesols de Santa Pau (El Medol, 2001) (amb Salvador Garcia-Arbós) ISBN 9788495559166
- Terra de crims (Editorial Xandri, 2017) (coautora)[5]
- El que m’han ensenyat els morts per entendre millor la vida, memòries del forense Narcís Bardalet ISBN 9788494941702
- El pantà maleït, (La Campana, 2021) ISBN 9788418226212

- Rigor mortis (La Campana, 2023)[6]

## Premis i reconeixements
- 2013 i 2019 - Premi Carles Rahola de periodisme[7]
- 2020 - Premi Josep Maria Planes[8]
- 2022 Premi Fulla Negra[9]